# Sebastian K.
| Årets häst     |               |              |
| 2011           | 2012          | 2013         |
| Brioni         | Sebastian K.  | Nahar        |
| Joakim Lövgren | Åke Svanstedt | Robert Bergh |

Sebastian K., född 13 juni 2006 i Göteborg i Västra Götalands län, död 1 augusti 2020, var en svensk varmblodig travhäst. Han tränades och kördes av Åke Svanstedt (2012–2015). I början av karriären tränades och kördes han av Lutfi Kolgjini (2009–2012).
Sebastian K. tävlade åren 2009–2015 och sprang in 20,3 miljoner kronor på 77 starter varav 34 segrar. Bland hans främsta meriter räknas segrarna i Konung Gustaf V:s Pokal (2010), Åby Stora Pris (2012, 2013), Sundsvall Open Trot (2012), UET Trotting Masters (2012), Oslo Grand Prix (2013), Årjängs Stora Sprinterlopp (2013), Maple Leaf Trot (2014) och John Cashman Memorial (2014). Han utsågs till "Årets Häst" 2012.
Sebastian K. hade världsrekordet över 1 609 meter aak. mellan den 29 juni 2014 på Pocono Downs i Pennsylvania i USA, när han segrade på tiden 1.49,0 (1.07,7) med Svanstedt i sulkyn. Rekordet slogs den 6 oktober 2018 av Homicide Hunter körd av Brian Sears, som då sprang 1.48,4 (1.07,6) på The Red Mile.

## Karriär
Sebastian K. inledde sin karriär hos Lutfi Kolgjini. Han gick sitt första travlopp den 3 juli 2009 på Halmstadtravet med Kolgjini i sulkyn, och slutade på en fjärdeplats. Första vinsten tog Sebastian K. tio dagar efter debutloppet, den 13 juli på Halmstadtravet, även då med Kolgjini i sulkyn.
Under fyraåringssäsongen 2010 vann Sebastian K. Konung Gustaf V:s Pokal på Åbytravet tillsammans med kusken Erik Adielsson. Sebastian K. kom även på andraplats i Grand Prix l’UET. Säsongen 2011 slutade Sebastian K. bland annat på andraplats i Jubileumspokalen på Solvalla den 17 augusti. Sebastian K. var med i Elitloppet den 27 maj 2012 på Solvalla. Sebastian K. kom på tredjeplats i sitt försökslopp och kvalificerade sig därmed för finalen samma dag. I Elitloppsfinalen slutade Sebastian K. oplacerad. Sebastian K. kördes av sin tränare Kolgjini i både försöks- och finalloppet.
I Hugo Åbergs Memorial den 31 juli 2012 på Jägersro gjorde Sebastian K. sin första start för sin då nya tränare och kusk Åke Svanstedt. Ekipaget slutade tvåa bakom vinnaren Commander Crowe. Den 15 september 2012 i Åby Stora Pris på Åbytravet tog ekipaget revansch när Sebastian K. vann loppet före tvåan Commander Crowe. Sebastian K. vann Åby Stora Pris även år 2013. Under säsongen 2013 vann Sebastian K. bland annat Oslo Grand Prix och Årjängs Stora Sprinterlopp. År 2014 flyttades Sebastian K. över till Nordamerika för att börja tävla där. Sebastian K. gjorde sin första start i USA den 10 maj 2014, i ett kvallopp till Arthur J. Cutler Memorial på Meadowlands Racetrack. Sebastian K. var obesegrad i de fem första starterna i USA.
Den 29 juni 2014 på Pocono Downs i Pennsylvania, USA, satte Sebastian K. nytt världsrekord då han travade kilometertiden 1.07,7 över 1 609 meter.
Den 17 juli 2015 blev det officiellt att Sebastian K. avslutar sin karriär på grund av en skada på gaffelbandet.
1 augusti 2020 insjuknade Sebastian K. i kolik och avled.